# Trådærenpris
Trådærenpris (Veronica filiformis), ofte skrevet tråd-ærenpris, er en flerårig plante i vejbred-familien. Den har nedliggende, krybende og rodslående stængler, der er 10-35 centimeter lange. Bladene er nyreformede til næsten kredsrunde med svagt rundtakket rand. De 10-15 millimeter store, blå blomster med mørkere årer er enlige og blomsterstilken er oftest mindst 3 gange så lang som støttebladet.
I Danmark er trådærenpris temmelig almindelig i græsplæner. Den blomstrer i maj og juni.